# Carrarese Calcio 1908
O Carrarese Calcio 1908, é um clube de futebol italiano com sede na cidade de Carrara. Fundado em 1908 como Società Polisportiva Carrarese, atualmente disputa a Série B.

## História
A Società Polisportiva Carrarese nasceu em 1908 por iniciativa de um grupo de apaixonados por futebol, oriundos de uma seleção de jovens, que na época praticavam esse esporte por puro divertimento; as cores sociais eram o cinza e o verde.
No curso da sua história, a equipe participou duas vezes da Serie B, em 1946-1947 e em 1947-1948. Venceu uma Coppa Italia Serie C na temporada 1982-1983.

### Tempos Atuais
Para restaurar a esperança dos torcedores dos azzurri com a entrada da sociedade "cordatta VIP", representada pelo ex-proprietário do A.C. Pisa 1909 Maurizio Mian, o jogador de futebol Livornense Cristiano Lucarelli e o futebolista carrarino e grande torcedor Gianluigi Buffon, goleiro e grande ídolo da Juventus e da Azzurra, que, no dia 16 de julho de 2010, adquiriu 50% das ações do clube. Graças à não admissão de muitas equipes na Lega Pro, a nova equipe pôde disputar a repescagem nas categorias profissionais.
Em 4 de agosto de 2010 é confirmado oficialmente que a Carrarese vai para a repescagem na Lega Pro Seconda Divisione, uma vez que os novos proprietários começaram um processo de contratações ambiciosas com as chegadas de Riccardo Zampagna, Nicola Corrent e Luca Vigiani. Embora derrotada pelo Carpi FC para a promoção direta, a Carrarese bate nos playoffs o San Marino Calcio e o AC Prato, conquistando assim a promoção para a Lega Pro Prima Divisione apenas um ano depois de ter caído para a Série D.
Em 31 de julho de 2011, antes do início da nova temporada, a equipe organiza um leilão de blocos de mármore para arrecadar fundos para o campeonato. A equipe conquista o 9° lugar no grupo B, obtendo assim uma vaga para os playoffs.
Em 6 de julho de 2012, Buffon se torna acionista único do clube através da Società Buffon & Co. Em 2 de outubro, depois 5 derrotas consecutivas, o clube decide pela demissão do treinador Carlo Sabatini e confia o comando técnico a Nello Di Costanzo.
Em 6 de novembro do mesmo ano, através da iniciativa de Buffon, a equipe anuncia a adoção da associação filantrópica Arsenale della Pace como patrocinador.

## Elenco atual
Última atualização: 4 de dezembro de 2024.